# 88. Kongress der Vereinigten Staaten
Der 88. Kongress der Vereinigten Staatenbezeichnet die Legislaturperiode von Repräsentantenhaus und Senat in den Vereinigten Staaten zwischen dem 3. Januar 1963 und dem 3. Januar 1965.
Alle Abgeordneten des Repräsentantenhauses sowie ein Drittel der Senatoren (Klasse III) waren im November 1962 bei den Kongresswahlen gewählt worden. In beiden Kammern ergab sich eine Mehrheit für die Demokratische Partei, die während dieser Zeit mit John F. Kennedy bzw. Lyndon B. Johnson auch die US-Präsidenten stellte. Die Republikanischen Partei war in der Opposition. Im Verlauf der Legislaturperiode kam es durch Rücktritte und Todesfälle zu kleineren personellen Änderungen, die aber die Mehrheitsverhältnisse nicht veränderten. Der Kongress tagte in der amerikanischen Bundeshauptstadt Washington, D.C. Die Sitzverteilung im Repräsentantenhaus basierte auf der Volkszählung von 1960.

## Wichtige Ereignisse
Siehe auch Einträge unter 1963 und 1964
- 3. Januar 1963: Beginn der Legislaturperiode des 88. Kongresses
- 26. Juni 1963: US-Präsident John F. Kennedy hält anlässlich seines Berlin-Besuches die denkwürdige Rede vor dem Rathaus Schöneberg, die mit den auf Deutsch gesprochenen Worten „Ich bin ein Berliner“ endet.
- 5. August 1963: In Moskau wird der Vertrag über das Verbot von Atomwaffentests in der Atmosphäre, im Weltraum und unter Wasser (Partieller Teststopp-Vertrag, Partial Test Ban Treaty, PTBT) zwischen den USA, der UdSSR und Großbritannien unterzeichnet.
- 28. August 1963: Beim Marsch auf Washington für Arbeit und Freiheit hält Martin Luther King seine berühmte Rede I Have a Dream.
- 2. September 1963: Alabamas Gouverneur George Wallace mobilisiert die Staatspolizei, die schwarzen Kindern das Betreten integrierter Schulen verwehren muss. Die Rassentrennung soll aus Gouverneurssicht fortbestehen.
- 22. November 1963: Tödliches Attentat auf John F. Kennedy in Dallas in Texas. Der bisherige Vizepräsident Lyndon B. Johnson wird neuer US-Präsident.
- 8. Januar 1964: In seiner ersten Ansprache an die Nation kündigt US-Präsident Lyndon B. Johnson vor dem Kongress umfassende Sozialreformen sowie einen Krieg gegen die Armut an.
- 2. Juli 1964: In Washington unterzeichnet US-Präsident Lyndon B. Johnson das Bürgerrechtsgesetz zur Aufhebung der Rassentrennung.
- 7. August 1964: Der US-Kongress beschließt einstimmig die Annahme der Tonkin-Resolution; damit erhält Präsident Johnson die Vollmacht zur amerikanischen Beteiligung am Vietnamkrieg.
- 27. September 1964: Die Warren-Kommission veröffentlicht ihren Abschlussbericht zum Attentat auf John F. Kennedy. Das vom Richter Earl Warren geleitete Gremium kommt darin zur Auffassung, dass Lee Harvey Oswald alleiniger Attentäter war. Der Bericht ist bis heute umstritten.
- 3. November 1964: Präsidentschafts- und Kongresswahlen in den Vereinigten Staaten. Lyndon Johnson wird als Präsident wiedergewählt. Im Kongress bauen die Demokraten ihre Mehrheiten in beiden Kammern aus.

## Die wichtigsten Gesetze
In den Sitzungsperioden des 88. Kongresses wurden unter anderem folgende Bundesgesetze verabschiedet (siehe auch: Gesetzgebungsverfahren):
- 10. Juni 1963: Equal Pay Act of 1963
- 17. Oktober 1963: Department of Defense Appropriations Act
- 31. Oktober 1963: Community Mental Health Centers Act
- 17. Dezember 1963: Clean Air Act
- 2. Juli 1964: Civil Rights Act of 1964
- 9. Juli 1964: Urban Mass Transportation Act of 1964
- 7. August 1964: Tonkin-Resolution
- 20. August 1964: Economic Opportunity Act of 1964
- 31. August 1964: Food Stamp Act of 1964
- 3. September 1964: Wilderness Act
- 4. September 1964: Nurse Training Act
- 1964: Library Services and Construction Act

## Zusammensetzung nach Parteien

### Senat
|              | Partei (Schattierung zeigt Mehrheitspartei) | Partei (Schattierung zeigt Mehrheitspartei) | Partei (Schattierung zeigt Mehrheitspartei) | Total |   |
| ------------ | ------------------------------------------- | ------------------------------------------- | ------------------------------------------- | ----- | - |
|              |                                             |                                             |                                             | Total |   |
| Demokraten   | Republikaner                                | Sonstige                                    | Vakant                                      | Total |   |
| 87. Kongress | 62                                          | 37                                          | 0                                           | 100   | 1 |
|              |                                             |                                             |                                             |       |   |
| 88. Kongress | 66                                          | 34                                          | 0                                           | 100   |   |
| 89. Kongress | 67                                          | 33                                          | 0                                           | 100   |   |

### Repräsentantenhaus
|              | Partei (Schattierung zeigt Mehrheitspartei) | Partei (Schattierung zeigt Mehrheitspartei) | Partei (Schattierung zeigt Mehrheitspartei) | Total |    |
| ------------ | ------------------------------------------- | ------------------------------------------- | ------------------------------------------- | ----- | -- |
|              |                                             |                                             |                                             | Total |    |
| Demokraten   | Republikaner                                | Unabhängige                                 | Vakant                                      | Total |    |
| 87. Kongress | 261                                         | 173                                         | 0                                           | 437   | 3  |
|              |                                             |                                             |                                             |       |    |
| 88. Kongress | 268                                         | 176                                         | 1                                           | 435   | 0  |
| 89. Kongress | 289                                         | 136                                         | 0                                           | 435   | 10 |

Außerdem gab es noch einen nicht stimmberechtigten Kongressdelegierten.

## Amtsträger

### Senat
- Präsident des Senats: Lyndon B. Johnson (D) bis zum 22. November 1963, danach war das Amt bis zum Beginn des 89. Kongresses vakant.
- Präsident pro tempore: Carl Hayden (D)

#### Führung der Mehrheitspartei
- Mehrheitsführer: Mike Mansfield (D)
- Mehrheitswhip: Hubert H. Humphrey (D)

#### Führung der Minderheitspartei
- Minderheitsführer: Everett Dirksen (R)
- Minderheitswhip: Thomas Kuchel (R)

### Repräsentantenhaus
- Sprecher des Repräsentantenhauses: John W. McCormack (D)

#### Führung der Mehrheitspartei
- Mehrheitsführer: Carl Albert (D)
- Mehrheitswhip: Hale Boggs (D)

#### Führung der Minderheitspartei
- Minderheitsführer: Charles A. Halleck (R)
- Minderheitswhip: Leslie C. Arends (R)

## Senatsmitglieder
Im 88. Kongress vertraten folgende Senatoren ihre jeweiligen Bundesstaaten:
| Alabama - 2. John Sparkman (D) - 3. J. Lister Hill (D) Alaska - 2. Bob Bartlett (D) - 3. Ernest Gruening (D) Arizona - 1. Barry Goldwater (R) - 3. Carl Hayden (D) Arkansas - 2. John Little McClellan (D) - 3. J. William Fulbright (D) Kalifornien - 1. Clair Engle (D) bis zum 30. Juli 1964 - Pierre Salinger (D) vom 4. August bis zum 31. Dezember 1964 - George Murphy (R) ab dem 1. Januar 1965 - 3. Thomas Kuchel (R) Colorado - 2. Gordon L. Allott (R) - 3. Peter H. Dominick (R) Connecticut - 1. Thomas J. Dodd (D) - 3. Abraham A. Ribicoff (D) Delaware - 1. John J. Williams (R) - 2. Cale Boggs (R) Florida - 1. Spessard Holland (D) - 3. George Smathers (D) Georgia - 2. Richard B. Russell (D) - 3. Herman Talmadge (D) Hawaii - 1. Hiram Fong (R) - 2. Daniel Inouye (D) Idaho - 2. Leonard B. Jordan (R) - 3. Frank Church (D) Illinois - 2. Paul Howard Douglas (D) - 3. Everett Dirksen (R) Indiana - 1. Vance Hartke (D) - 3. Birch Bayh (D) Iowa - 2. Jack Miller (R) - 3. Bourke B. Hickenlooper (R) Kansas - 2. James B. Pearson (R) - 3. Frank Carlson (R) Kentucky - 2. John Sherman Cooper (R) - 3. Thruston Ballard Morton (R) Louisiana - 2. Allen J. Ellender (D) - 3. Russell B. Long (D) Maine - 1. Edmund Muskie (D) - 2. Margaret Chase Smith (R) Maryland - 1. James Glenn Beall (R) - 3. Daniel Brewster (D) Massachusetts - 1. Edward Kennedy (D) - 2. Leverett Saltonstall (R) Michigan - 1. Philip Hart (D) - 2. Patrick V. McNamara (D) Minnesota - 1. Eugene McCarthy (D) bzw. (Democratic Farmer Labor Party) - 2. Hubert H. Humphrey (D) bzw. (Democratic Farmer Labor Party) bis zum 29. Dez. 1964 - Walter Mondale (D) bzw. (Democratic Farmer Labor Party) ab dem 30. Dez. 1964 Mississippi - 1. John C. Stennis (D) - 2. James Eastland (D) Missouri - 1. Stuart Symington (D) - 3. Edward V. Long (D) | Montana - 1. Mike Mansfield (D) - 2. Lee Metcalf (D) Nebraska - 1. Roman Hruska (R) - 2. Carl Curtis (R) Nevada - 1. Howard Cannon (D) - 3. Alan Bible (D) New Hampshire - 2. Thomas J. McIntyre (D) - 3. Norris Cotton (R) New Jersey - 1. Harrison A. Williams (D) - 2. Clifford P. Case (R) New Mexico - 1. Edwin L. Mechem (R) bis zum 3. November 1964 - Joseph Montoya (D) ab dem 4. November 1964 - 2. Clinton Presba Anderson (D) New York - 1. Kenneth Keating (R) - 3. Jacob K. Javits (R) North Carolina - 2. B. Everett Jordan (D) - 3. Sam Ervin (D) North Dakota - 1. Quentin N. Burdick (D) - 3. Milton Young (R) Ohio - 1. Stephen M. Young (D) - 3. Frank J. Lausche (D) Oklahoma - 2. J. Howard Edmondson (D) vom 7. Januar 1963 bis zum 3. November 1964 - Fred R. Harris (D) ab dem 4. November 1964 - 3. A. S. Mike Monroney (D) Oregon - 2. Maurine Brown Neuberger (D) - 3. Wayne Morse (D) Pennsylvania - 1. Hugh Scott (R) - 3. Joseph S. Clark (D) Rhode Island - 1. John O. Pastore (D) - 2. Claiborne Pell (D) South Carolina - 2. Strom Thurmond (D) wechselte im September 1964 zu (R) - 3. Olin D. Johnston (D) South Dakota - 2. Karl Earl Mundt (R) - 3. George McGovern (D) Tennessee - 1. Albert Gore Sr. (D) - 2. Estes Kefauver (D) bis zum 10. August 1963 - Herbert Sanford Walters (D) vom 20. August 1963 bis zum 3. November 1964 - Ross Bass (D) ab dem 4. November 1964 Texas - 1. Ralph Yarborough (D) - 2. John Tower (R) Utah - 1. Frank Moss (D) - 3. Wallace F. Bennett (R) Vermont - 1. Winston L. Prouty (R) - 3. George Aiken (R) Virginia - 1. Harry F. Byrd Sr. (D) - 2. Absalom Willis Robertson (D) Washington - 1. Henry M. Jackson (D) - 3. Warren G. Magnuson (D) West Virginia - 1. Robert Byrd (D) - 2. Jennings Randolph (D) Wisconsin - 1. William Proxmire (D) - 3. Gaylord Nelson (D) ab dem 8. Januar 1963 Wyoming - 1. Gale W. McGee (D) - 2. Milward L. Simpson (R) |

## Mitglieder des Repräsentantenhauses
Folgende Kongressabgeordnete vertraten im 88. Kongress die Interessen ihrer jeweiligen Bundesstaaten:
| Alabama Alle acht Abgeordneten wurden staatsweit gewählt - George Huddleston (D) - George M. Grant (D) - George W. Andrews (D) - Kenneth A. Roberts (D) - Albert Rains (D) - Armistead I. Selden Jr. (D) - Carl Elliott (D) - Robert Jones Jr. (D) Alaska Staatsweite Wahl - Ralph Julian Rivers (D) Arizona 3 Wahlbezirke - 1. John Jacob Rhodes (R) - 2. Mo Udall (D) - 3. George F. Senner (D) Arkansas 4 Wahlbezirke. - 1. Ezekiel Candler Gathings (D) - 2. Wilbur Daigh Mills (D) - 3. James William Trimble (D) - 4. Oren Harris (D) Kalifornien 38 Wahlbezirke. - 1. Donald H. Clausen (R) ab dem 22. Januar 1963 - 2. Harold T. Johnson (D) - 3. John E. Moss (D) - 4. Robert L. Leggett (D) - 5. John Shelley (D) bis zum 7. Januar 1964 - Phillip Burton (D) ab dem 18. Februar 1964 - 6. William S. Mailliard (R) - 7. Jeffery Cohelan (D) - 8. George Paul Miller (D) - 9. Don Edwards (D) - 10. Charles S. Gubser (R) - 11. J. Arthur Younger (R) - 12. Burt L. Talcott (R) - 13. Charles M. Teague (R) - 14. John F. Baldwin (R) - 15. John J. McFall (D) - 16. Bernice F. Sisk (D) - 17. Cecil R. King (D) - 18. Harlan Hagen (D) - 19. Chester E. Holifield (D) - 20. H. Allen Smith (R) - 21. Augustus F. Hawkins (D) - 22. James C. Corman (D) - 23. Clyde Doyle (D) bis zum 14. März 1963 - Del M. Clawson (R) ab dem 11. Juni 1963 - 24. Glenard P. Lipscomb (R) - 25. Ronald B. Cameron (D) - 26. James Roosevelt (D) - 27. Everett G. Burkhalter (D) - 28. Alphonzo Bell (R) - 29. George Brown Jr. (D) - 30. Edward R. Roybal (D) - 31. Charles H. Wilson (D) - 32. Craig Hosmer (R) - 33. Harry R. Sheppard (D) - 34. Richard T. Hanna (D) - 35. James B. Utt (R) - 36. Bob Wilson (R) - 37. Lionel Van Deerlin (D) - 38. Patrick M. Martin (R) Colorado 4 Wahlbezirke - 1. Byron G. Rogers (D) - 2. Donald G. Brotzman (R) - 3. John Chenoweth (R) - 4. Wayne N. Aspinall (D) Connecticut 5 Wahlbezirke. Außerdem wurde ein Abgeordneter staatsweit gewählt - 1. Emilio Q. Daddario (D) - 2. William St. Onge (D) - 3. Robert Giaimo (D) - 4. Abner W. Sibal (R) - 5. John S. Monagan (D) - 6. Bernard F. Grabowski (D) staatsweit gewählt Delaware Staatsweite Wahl - Harris B. McDowell (D) Florida 12 Wahlbezirke - 1. Robert Sikes (D) - 2. Charles Edward Bennett (D) - 3. Claude Pepper (D) - 4. Dante Fascell (D) - 5. Albert Sydney Herlong Jr. (D) - 6. Paul Grant Rogers (D) - 7. James A. Haley (D) - 8. Donald Ray Matthews (D) - 9. Don Fuqua (D) - 10. Sam Gibbons (D) - 11. Edward Gurney (R) - 12. William C. Cramer (R) Georgia 10 Wahlbezirke - 1. George Elliott Hagan (D) - 2. John Leonard Pilcher (D) - 3. Elijah Lewis Forrester (D) - 4. John James Flynt Jr. (D) - 5. Charles Weltner (D) - 6. Carl Vinson (D) - 7. John William Davis (D) - 8. J. Russell Tuten (D) - 9. Phillip M. Landrum (D) - 10. Robert Grier Stephens (D) Hawaii Staatsweite Wahl für zwei Abgeordnete - Thomas Ponce Gill (D) - Spark Matsunaga (D) Idaho 2 Wahlbezirke - 1. Compton I. White Jr. (D) - 2. Ralph R. Harding (D) Illinois 24 Wahlbezirke - 1. William L. Dawson (D) - 2. Barratt O’Hara (D) - 3. William T. Murphy (D) - 4. Ed Derwinski (R) - 5. John C. Kluczynski (D) - 6. Thomas J. O’Brien (D) bis zum 14. April 1964 - 7. Roland V. Libonati (D) - 8. Dan Rostenkowski (D) - 9. Edward Rowan Finnegan (D) bis zum 6. Dezember 1964 - 10. Harold R. Collier (R) - 11. Roman Pucinski (D) - 12. Robert McClory (R) - 13. Donald Rumsfeld (R) - 14. Elmer J. Hoffman (R) - 15. Charlotte Thompson Reid (R) - 16. John B. Anderson (R) - 17. Leslie C. Arends (R) - 18. Robert H. Michel (R) - 19. Robert T. McLoskey (R) - 20. Paul Findley (R) - 21. Kenneth J. Gray (D) - 22. William L. Springer (R) - 23. George E. Shipley (D) - 24. Charles Melvin Price (D) Indiana 11 Wahlbezirke - 1. Ray J. Madden (D) - 2. Charles A. Halleck (R) - 3. John Brademas (D) - 4. E. Ross Adair (R) - 5. J. Edward Roush (D) - 6. Richard L. Roudebush (R) - 7. William G. Bray (R) - 8. Winfield K. Denton (D) - 9. Earl Wilson (R) - 10. Ralph Harvey (R) - 11. Donald C. Bruce (R) Iowa 7 Wahlbezirke - 1. Fred Schwengel (R) - 2. James E. Bromwell (R) - 3. H. R. Gross (R) - 4. John Henry Kyl (R) - 5. Neal Edward Smith (D) - 6. Charles B. Hoeven (R) - 7. Ben F. Jensen (R) Kansas 5 Wahlbezirke. - 1. Bob Dole (R) - 2. William H. Avery (R) - 3. Robert Fred Ellsworth (R) - 4. Garner E. Shriver (R) - 5. Joe Skubitz (R) Kentucky 7 Wahlbezirke - 1. Frank Stubblefield (D) - 2. William Huston Natcher (D) - 3. Gene Snyder (R) - 4. Frank Chelf (D) - 5. Eugene Siler (R) - 6. John C. Watts (D) - 7. Carl D. Perkins (D) Louisiana 8 Wahlbezirke - 1. Felix Edward Hébert (D) - 2. Hale Boggs (D) - 3. Edwin E. Willis (D) - 4. Joe Waggonner (D) - 5. Otto E. Passman (D) - 6. James H. Morrison (D) - 7. T. Ashton Thompson (D) - 8. Gillis William Long (D) Maine 2 Wahlbezirke - 1. Stanley R. Tupper (R) - 2. Clifford McIntire (R) Maryland 7 Wahlbezirke. Außerdem wurde ein Abgeordneter staatsweit gewählt - 1. Rogers Morton (R) - 2. Clarence Long (D) - 3. Edward Garmatz (D) - 4. George Hyde Fallon (D) - 5. Richard Lankford (D) - 6. Charles Mathias (R) - 7. Samuel Nathaniel Friedel (D) - 8. Carlton R. Sickles (D) staatsweit gewählt Massachusetts 12 Wahlbezirke - 1. Silvio O. Conte (R) - 2. Edward Boland (D) - 3. Philip J. Philbin (D) - 4. Harold Donohue (D) - 5. F. Bradford Morse (R) - 6. William H. Bates (R) - 7. Torbert Macdonald (D) - 8. Tip O’Neill (D) - 9. John W. McCormack (D) - 10. Joseph William Martin (R) - 11. James A. Burke (D) - 12. Hastings Keith (R) Michigan 18 Wahlbezirke. Außerdem wurde ein Abgeordneter staatsweit gewählt - 1. Lucien N. Nedzi (D) - 2. George Meader (R) - 3. August E. Johansen (R) - 4. Edward Hutchinson (R) - 5. Gerald Ford (R) - 6. Charles E. Chamberlain (R) - 7. James G. O’Hara (D) - 8. James Harvey (R) - 9. Robert P. Griffin (R) - 10. Elford Albin Cederberg (R) - 11. Victor A. Knox (R) - 12. John B. Bennett (R) bis zum 9. August 1964 - 13. Charles Diggs (D) - 14. Harold M. Ryan (D) - 15. John Dingell Jr. (D) - 16. John Lesinski Jr. (D) - 17. Martha Griffiths (D) - 18. William Broomfield (R) - 19. Neil Staebler (D) staatsweit gewählt Minnesota 8 Wahlbezirke - 1. Al Quie (R) - 2. Ancher Nelsen (R) - 3. Clark MacGregor (R) - 4. Joseph Karth (DFL= Democratic Farmer Labor Party) - 5. Donald M. Fraser (DFL) - 6. Alec G. Olson (DFL) - 7. Odin Langen (R) - 8. John Blatnik (DFL) Mississippi 5 Wahlbezirke - 1. Thomas Abernethy (D) - 2. Jamie L. Whitten (D) - 3. John Bell Williams (D) - 4. W. Arthur Winstead (D) - 5. William M. Colmer (D) Missouri 10 Wahlbezirke - 1. Frank M. Karsten (D) - 2. Thomas B. Curtis (R) - 3. Leonor Sullivan (D) - 4. William J. Randall (D) - 5. Richard Walker Bolling (D) - 6. William Raleigh Hull (D) - 7. Durward Gorham Hall (R) - 8. Richard Howard Ichord (D) - 9. Clarence Cannon (D) bis zum 12. Mai 1964 - William L. Hungate (D) ab dem 3. November 1964 - 10. Paul C. Jones (D) Montana 2 Wahlbezirke - 1. Arnold Olsen (D) - 2. James Franklin Battin (R) | Nebraska 3 Wahlbezirke - 1. Ralph F. Beermann (R) - 2. Glenn Clarence Cunningham (R) - 3. David T. Martin (R) Nevada Staatsweite Wahl - Walter S. Baring (D) New Hampshire 2 Wahlbezirke - 1. Louis C. Wyman (R) - 2. James Colgate Cleveland (R) New Jersey 15 Wahlbezirke - 1. William T. Cahill (R) - 2. Milton W. Glenn (R) - 3. James C. Auchincloss (R) - 4. Frank Thompson (D) - 5. Peter Frelinghuysen (R) - 6. Florence P. Dwyer (R) - 7. William B. Widnall (R) - 8. Charles Samuel Joelson (D) - 9. Frank C. Osmers (R) - 10. Peter Wallace Rodino (D) - 11. Joseph Minish (D) - 12. George M. Wallhauser (R) - 13. Cornelius Edward Gallagher (D) - 14. Dominick V. Daniels (D) - 15. Edward J. Patten (D) New Mexico Staatsweite Wahl für zwei Abgeordnete - Thomas G. Morris (D) - Joseph Montoya (D) New York 41 Wahlbezirke - 1. Otis G. Pike (D) - 2. James R. Grover Jr. (R) - 3. Steven Derounian (R) - 4. John W. Wydler (R) - 5. Frank J. Becker (R) - 6. Seymour Halpern (R) - 7. Joseph Patrick Addabbo (D) - 8. Benjamin Stanley Rosenthal (D) - 9. James J. Delaney (D) - 10. Emanuel Celler (D) - 11. Eugene James Keogh (D) - 12. Edna F. Kelly (D) - 13. Abraham J. Multer (D) - 14. John J. Rooney (D) - 15. Hugh Carey (D) - 16. John M. Murphy (D) - 17. John Lindsay (R) - 18. Adam Clayton Powell Jr. (D) - 19. Leonard Farbstein (D) - 20. William Fitts Ryan (D) - 21. James C. Healey (D) - 22. Jacob H. Gilbert (D) - 23. Charles A. Buckley (D) - 24. Paul A. Fino (R) - 25. Robert R. Barry (R) - 26. Ogden R. Reid (R) - 27. Katharine St. George (R) - 28. J. Ernest Wharton (R) - 29. Leo W. O’Brien (D) - 30. Carleton J. King (R) - 31. Clarence E. Kilburn (R) - 32. Alexander Pirnie (R) - 33. Howard W. Robison (R) - 34. R. Walter Riehlman (R) - 35. Samuel S. Stratton (D) - 36. Frank Horton (R) - 37. Harold C. Ostertag (R) - 38. Charles Goodell (R) - 39. John R. Pillion (R) - 40. William E. Miller (R) - 41. Thaddeus J. Dulski (D) North Carolina 11 Wahlbezirke - 1. Herbert Covington Bonner (D) - 2. Lawrence H. Fountain (D) - 3. David N. Henderson (D) - 4. Harold D. Cooley (D) - 5. Ralph James Scott (D) - 6. Horace R. Kornegay (D) - 7. Alton Asa Lennon (D) - 8. Charles R. Jonas (R) - 9. Jim Broyhill (R) - 10. Basil Lee Whitener (D) - 11. Roy A. Taylor (D) North Dakota 2 Wahlbezirke - 1. Hjalmar Carl Nygaard (R) bis zum 18. Juli 1963 - Mark Andrews (R) ab dem 22. Oktober 1963 - 2. Don L. Short (R) Ohio 23 Wahlbezirke. Außerdem wurde ein Abgeordneter staatsweit gewählt - 1. Carl West Rich (R) - 2. Donald D. Clancy (R) - 3. Paul F. Schenck (R) - 4. William Moore McCulloch (R) - 5. Del Latta (R) - 6. Bill Harsha (R) - 7. Clarence J. Brown (R) - 8. Jackson Edward Betts (R) - 9. Thomas Ashley (D) - 10. Pete Abele (R) - 11. Oliver P. Bolton (R) - 12. Samuel L. Devine (R) - 13. Charles Adams Mosher (R) - 14. William Hanes Ayres (R) - 15. Robert T. Secrest (D) - 16. Frank T. Bow (R) - 17. John M. Ashbrook (R) - 18. Wayne Hays (D) - 19. Michael J. Kirwan (D) - 20. Michael A. Feighan (D) - 21. Charles Vanik (D) - 22. Frances P. Bolton (R) - 23. William Edwin Minshall (R) - 24. Robert Taft Jr. (R) staatsweit gewählt Oklahoma 6 Wahlbezirke - 1. Page Belcher (R) - 2. Ed Edmondson (D) - 3. Carl Albert (D) - 4. Tom Steed (D) - 5. John Jarman (D) - 6. Victor Wickersham (D) Oregon 4 Wahlbezirke - 1. Walter Norblad (R) bis zum 20. September 1964 - Wendell Wyatt (R) ab dem 3. November 1964 - 2. Al Ullman (D) - 3. Edith Green (D) - 4. Robert B. Duncan (D) Pennsylvania 27 Wahlbezirke - 1. William A. Barrett (D) - 2. Robert N. C. Nix (D) - 3. James A. Byrne (D) - 4. Herman Toll (D) - 5. William J. Green Jr. (D) bis zum 21. Dezember 1963 - William J. Green III (D) ab dem 28. April 1964 - 6. George M. Rhodes (D) - 7. William H. Milliken (R) - 8. Willard S. Curtin (R) - 9. Paul B. Dague (R) - 10. Joseph M. McDade (R) - 11. Daniel J. Flood (D) - 12. J. Irving Whalley (R) - 13. Richard Schweiker (R) - 14. William S. Moorhead (D) - 15. Francis E. Walter (D) bis zum 31. Mai 1963 - Fred B. Rooney (D) ab dem 30. Juli 1963 - 16. John C. Kunkel (R) - 17. Herman T. Schneebeli (R) - 18. Robert J. Corbett (R) - 19. George Atlee Goodling (R) - 20. Elmer J. Holland (D) - 21. John Herman Dent (D) - 22. John P. Saylor (R) - 23. Leon H. Gavin (R) bis zum 15. September 1963 - Albert W. Johnson (R) ab dem 5. November 1963 - 24. James D. Weaver (R) - 25. Frank M. Clark (D) - 26. Thomas E. Morgan (D) - 27. James G. Fulton (R) Rhode Island 2 Wahlbezirke - 1. Fernand St. Germain (D) - 2. John E. Fogarty (D) South Carolina 6 Wahlbezirke. - 1. Lucius Mendel Rivers (D) - 2. Albert William Watson (D) - 3. William Dorn (D) - 4. Robert Thomas Ashmore (D) - 5. Robert W. Hemphill (D) bis zum 1. Mai 1964 - Thomas S. Gettys (D) ab dem 3. November 1964 - 6. John Lanneau McMillan (D) South Dakota 2 Wahlbezirke - 1. Ben Reifel (R) - 2. Ellis Yarnal Berry (R) Tennessee 9 Wahlbezirke - 1. Jimmy Quillen (R) - 2. Howard Baker Sr. (R) bis zum 7. Januar 1964 - Irene Baker (R) ab dem 10. März 1964 - 3. Bill Brock (R) - 4. Joe L. Evins (D) - 5. Richard H. Fulton (D) - 6. Ross Bass (D) bis zum 3. November 1964 - 7. Tom J. Murray (D) - 8. Fats Everett (D) - 9. Clifford Davis (D) Texas 22 Wahlbezirke. Außerdem wurde ein Abgeordneter staatsweit gewählt - 1. Wright Patman (D) - 2. Jack Bascom Brooks (D) - 3. Lindley Beckworth (D) - 4. Ray Roberts (D) - 5. Bruce Alger (R) - 6. Olin E. Teague (D) - 7. John Dowdy (D) - 8. Albert Thomas (D) - 9. Clark W. Thompson (D) - 10. Homer Thornberry (D) bis zum 20. Dezember 1963 - J. J. Pickle (D) ab dem 21. Dezember 1963 - 11. William R. Poage (D) - 12. Jim Wright (D) - 13. Graham B. Purcell (D) - 14. John Andrew Young (D) - 15. Joe M. Kilgore (D) - 16. Ed Foreman (R) - 17. Omar Truman Burleson (D) - 18. Walter E. Rogers (D) - 19. George H. Mahon (D) - 20. Henry B. Gonzalez (D) - 21. O. C. Fisher (D) - 22. Robert R. Casey (D) - 23. Joe R. Pool (D) staatsweit gewählt Utah 2 Wahlbezirke - 1. Laurence J. Burton (R) - 2. Sherman P. Lloyd (R) Vermont 1 Wahlbezirk (staatsweit) - 1. Robert Stafford (R) Virginia 10 Wahlbezirke - 1. Thomas N. Downing (D) - 2. Porter Hardy Jr. (D) - 3. J. Vaughan Gary (D) - 4. Watkins Moorman Abbitt (D) - 5. William M. Tuck (D) - 6. Richard Harding Poff (R) - 7. John Otho Marsh Jr. (D) - 8. Howard W. Smith (D) - 9. William Pat Jennings (D) - 10. Joel Broyhill (R) Washington 7 Wahlbezirke - 1. Thomas Pelly (R) - 2. Alfred Westland (R) - 3. Julia Butler Hansen (D) - 4. Catherine Dean May (R) - 5. Walt Horan (R) - 6. Thor Tollefson (R) - 7. K. William Stinson (R) West Virginia 5 Wahlbezirke - 1. Arch A. Moore (R) - 2. Harley Orrin Staggers (D) - 3. John M. Slack (D) - 4. Ken Hechler (D) - 5. Elizabeth Kee (D) Wisconsin 10 Wahlbezirke - 1. Henry C. Schadeberg (R) - 2. Robert Kastenmeier (D) - 3. Vernon Wallace Thomson (R) - 4. Clement J. Zablocki (D) - 5. Henry S. Reuss (D) - 6. William Van Pelt (R) - 7. Melvin R. Laird (R) - 8. John W. Byrnes (R) - 9. Lester Johnson (D) - 10. Alvin O’Konski (R) Wyoming Staatsweite Wahlen - William Henry Harrison (R) |

Nicht stimmberechtigte Mitglieder im Repräsentantenhaus:
- Puerto Rico:
  - Antonio Fernós Isern